# Kaseta Pribnowa
Kaseta Pribnowa, sekwencja Pribnowa (sekwencja Pribnowa-Schallera) – sekwencja sześciu nukleotydów tyminy i adeniny w kolejności: 5'-TATAAT-3', niezbędna część sekwencji promotorowej DNA transkrypcji u prokariontów. Znajduje się średnio 10 par zasad w górę od miejsca inicjacji transkrypcji. Należy do sekwencji konsensusowych, co oznacza, że jest najczęstszą statystycznie sekwencją nukleotydową w tym miejscu łańcucha nukleotydowego u różnych organizmów prokariotycznych; u poszczególnych gatunków mogą występować różnice między tymi sekwencjami. Ponieważ adenina i tymina tworzą tylko dwa wiązania wodorowe, w porównaniu z trzema między guaniną i cytozyną, fragment TATAAT podwójnej helisy łatwiej ulega rozpleceniu, co czyni z tego miejsca helisy dogodne miejsce wiązania polimerazy RNA.